# Старая Чунча
Ста́рая Чунча́ — деревня в Увинском районе Удмуртии, входит в Ува-Туклинское сельское поселение. Находится в 12 км к западу от посёлка Ува и в 76 км к западу от Ижевска.